# Splewka karpiowa
Splewka karpiowa (Argulus foliaceus) – zwana również potocznie wszą rybią, niewielki pasożytniczy skorupiak z gromady Maxillopoda.
Samica wielkości do 8,5 mm. Ciało silnie spłaszczone grzbietowo-brzusznie. Posiadają owalną tarczę grzbietową. Pokrywa ona segmenty głowowe oraz tułowia. Poza pancerz z tyłu wystają płaty odwłoka, nie pokrywa również wszystkich odnóży. Poza jej obręb wystaje IV para. Narządem czepnym są czułki I pary przekształcone w haki oraz szczęki przekształcone w przyssawki.
Jest pasożytem ryb i powoduje u nich chorobę zwaną argulozą (inna nazwa splewkowica). Pasożytuje okresowo na wielu gatunkach ryb słodkowodnych. Najczęściej występują na karpiach (Cyprinus carpio), sazanach (Cyprinus carpio haematopterus), amurach białych (Ctenopharyngodon idella), pstrągach.
Splewka karpiowa żywi się krwią i limfą ryb słodkowodnych. Skórę ryby przebija sztylecikiem, który jest przekształconymi żuwaczkami. Na rybach może pozostawać bardzo długo. Splewka może opuścić powierzchnię ciała swojego żywiciela i wtedy poza organizmem żywiciela mogą przeżyć maksymalnie trzech tygodni. Jako pasożyt mało specyficzny mogą też pasożytować na kijankach.
Występuje w całej Europie i Azji. Pasożyta tego stwierdzano również na Syberii.

## Rozwój
Kopulacja i zapłodnienie następuje poza żywicielem w toni wodnej. Samica składa jaja w charakterystycznych skupieniach na przedmiotach podwodnych przyklejając je śluzem. W rozwoju występuje nauplius, kopepodit i 9 dalszych stadiów podobnych do form dorosłych. Stadium 10 osiąga dojrzałość płciową. W jaju rozwija się nauplius i kopepodit w ciągu 14-60 dni. Kopepodit pływając wolno w wodzie odszukuje żywiciela. Po przytwierdzeniu się do niego następuje dalszy rozwój poprzez 9 kolejnych stadiów larwalnych w ciągu 14–20 dni aż do osiągnięcia dojrzałości płciowej.